# Orangutan tapanulijský
Orangutan tapanulijský či tapanulský (Pongo tapanuliensis) je jeden ze tří druhů orangutanů.
Žije výhradně na indonéském ostrově Sumatra, konkrétně v oblasti zvané Jižní Tapanuli. Jako samostatný druh byl popsán až v roce 2017. Ve stejné době bylo rovněž známo necelých 800 zástupců druhu.
Od známých dvou druhů orangutanů, tedy orangutana sumaterského a orangutana bornejského, se liší geneticky, chováním i morfologicky – velikostí lebky (je výrazně menší), chrupem a také zbarvením a délkou srsti.
K oddělení tohoto druhu došlo asi před 3,4 miliony let. Výzkum probíhal převážně na základě kostry z roku 2013, srovnáváním lebky se 33 lebkami dospělých samců orangutanů ze sbírek po celém světě a na základě pozorování ve volné přírodě.